# Jimmy’s Hall
Jimmy’s Hall ist ein Spielfilm des britischen Regisseurs Ken Loach aus dem Jahr 2014.
Der Film spielt in den 1930er Jahren in Irland und handelt vom Kampf des irischen politischen Aktivisten James genannt „Jimmy“ Gralton gegen die Bevormundung und Ausbeutung durch Kirche und Großgrundbesitzer. James Gralton ist der einzige Ire, der jemals von den Behörden aus Irland deportiert wurde.

## Handlung
1932 kehrt Jimmy Gralton nach zehn Jahren in den USA wieder nach Irland in seinen Geburtsort zurück. Die vergangenen Jahre hatte er in New York zugebracht, wohin er nach Auseinandersetzungen mit der Kirche und den irischen Großgrundbesitzern geflohen war. Jetzt, zehn Jahre nach dem irischen Bürgerkrieg, ist eine neue Regierung an der Macht und seine Mutter braucht Hilfe auf der Farm.
Obwohl Jimmy eigentlich nicht gleich wieder seine alten Widersacher herausfordern wollte, gibt er den Bitten der jungen Leute im Dorf nach und eröffnet gemeinsam mit seinen früheren Gefährten wieder die Hall, eine Art selbstorganisiertes Kulturzentrum, wo gemalt, gesungen, geboxt, getanzt, gelesen und diskutiert wird.
Der wachsende Einfluss Jimmys und seiner Ideen ruft schnell die Gegenwehr seiner alten Gegner hervor. Dorfpfarrer Sheridan befürchtet Zügellosigkeit und den Verlust des kirchlichen Bildungsmonopols, die Hilfe Jimmys und seiner Anhänger für einen vertriebenen Pächter bringt die Großgrundbesitzer gegen ihn auf.
Eines Nachts geht die Hall in Flammen auf, Jimmy wird unter dem Vorwand illegaler Einwanderung (aus den USA) und ohne Gerichtsverhandlung des Landes verwiesen. Bei seinem Abtransport durch die Polizei geben ihm die Jugendlichen des Dorfes auf Fahrrädern das Geleit.
Jimmy’s Hall ist angelehnt an das Leben von James Gralton (1886–1945), der nach seiner Deportation nie wieder nach Irland zurückkehrte und 1945 in New York starb.

## Rezeption
Jimmy’s Hall erreichte auf der Website Rotten Tomatoes bei 76 Prozent der Rezensenten eine positive Bewertung.
Der Film sei ein „engagiertes Plädoyer für Solidarität und Lebensfreude“ bescheinigt ihm Programmkino.de.  „Mit der Momentaufnahme aus dem Leben des irischen Aktivisten Jimmy Gralton […] liefert Ken Loach einen seiner hoffnungsvollsten Filme überhaupt“ urteilt Frank Arnold in epd Film. Hingegen wirft faz.net dem Film vor, ein „altmodisches Schaukastenkino mit politischer Schlagseite“ zu liefern.
2017 wurde im Dubliner Abbey Theatre ein auf dem Film basierendes Musical auf die Bühne gebracht.